# Andrena japonica
Andrena japonica är en biart som först beskrevs av Smith 1873.  Andrena japonica ingår i släktet sandbin, och familjen grävbin. Inga underarter finns listade i Catalogue of Life.